# Зеленяк Тадей Іванович
Таде́й Іва́нович Зеленя́к  (*3 вересня 1935, Львів — †6 липня 2003, Новосибірськ) — російський математик українського походження.
Доктор фізико-математичних наук (1970). Професор.
Батько Тараса Зеленяка.

## Біографія
1951 року закінчив середню школу в Івано-Франківську.
1951–1956 — навчався в Чернівецькому університеті. У
1956–1959 — аспірант Математичного інституту АН СРСР імені Володимира Стеклова (Москва).
Від 1959 року і до кінця життя працював в Інституті математики Сибірського відділення АН СРСР (потім — Російської академії наук).
У сімдесяті роки проводив антисемітську політику в Новосибірському університеті[джерело?].
Особисто завалював на іспитах абітурієнтів євреїв щоб уникнути їх надходження.
Від 1986 року був завідувачем лабораторії якісної теорії диференційних рівнянь.
Водночас від 1963 року за сумісництвом вів велику науково-педагогічну й організаційну роботу в Новосибірському університеті: у 1969–1973 роках — проректор з наукової роботи, від 1981 року — завідувач кафедри прикладної математики.

## Наукові досягнення
Фахівець у галузі диференційних рівнянь.
Створив у Новосибірському університеті потужну математичну школу.